# Sfaldatura

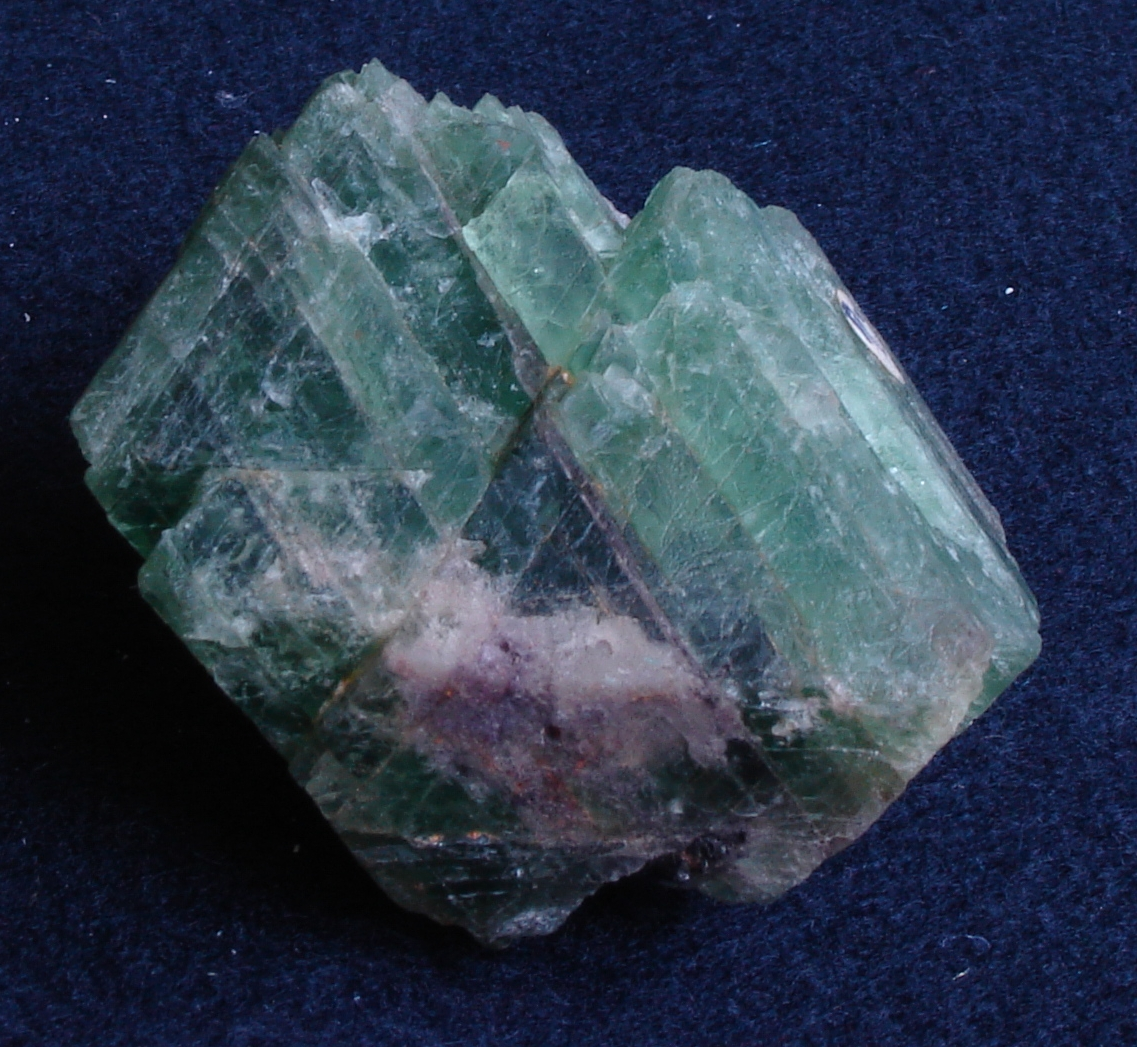
Fluorite verde che presenta una sfaldatura

La sfaldatura è la tendenza dei minerali a dividersi parallelamente ai piani cristallografici.
La sfaldatura riflette la struttura interna poiché dentro una struttura la forza del legame chimico è in generale diversa nelle differenti direzioni. Questo fatto è mostrato particolarmente bene nelle strutture a strati della mica e della grafite, nelle quali il legame entro gli strati è molto forte ma è molto più debole tra gli strati stessi.
In queste strutture esiste una sfaldatura perfetta parallela alla stratificazione.
La sfaldatura può essere molto ben sviluppata (perfetta) in alcuni cristalli, come appunto nella sfaldatura basale delle miche o essere piuttosto incerta, come nel berillo e nell'apatite. Anche la grafite ha una sfaldatura lamellare ben sviluppata parallela al piano basale.
È invece completamente assente in alcuni minerali, come ad esempio nel quarzo.
Alcune specie mineralogiche presentano una sola direzione di sfaldatura ma possono esservene anche due, tre, quattro o addirittura sei.

## Cause

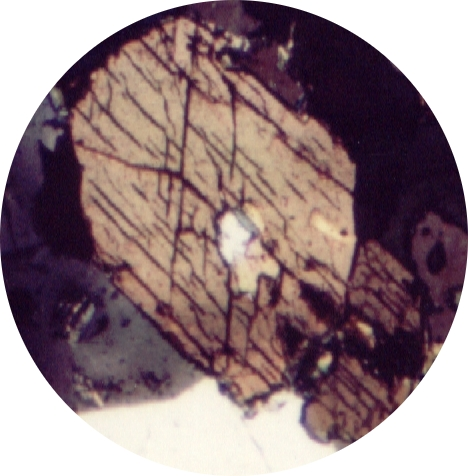
Sezione sottile di cristallo di anfibolo con i due set di piani di clivaggio ben visibili ad incrocio romboedrico

All'interno delle lamelle della grafite (piani di grafene) esiste un forte legame covalente fra gli atomi di carbonio, ma tra lamella e lamella vi è solo un debole legame di Van der Waals che si oppone poco alla sfaldatura.

Un legame più debole è accompagnato generalmente da una maggiore distanza interplanare, poiché la forza attrattiva non può tenere molto ravvicinati i piani. Il diamante ha un solo tipo di legame, il legame covalente, ma anch'esso mostra un'eccellente sfaldatura parallela alle facce dell'ottaedro, che si verifica appunto lungo i piani atomici che per ragioni puramente geometriche presentano la maggiore distanza interplanare.

## Descrizione
Nel descrivere una sfaldatura, si dovrebbero dare la sua qualità e la direzione cristallografica. La qualità viene definita come perfetta, buona, discreta e così via. La direzione cristallografica è espressa dal nome o dall'indice di Miller della forma a cui la sfaldatura è parallela e indicata come cubica {001}, ottaedrica {111}, romboedrica {1011}, prismatica {110}, pinacoidale {001}. 
La sfaldatura è sempre coerente con la simmetria; cosicché se è presente una direzione di sfaldatura ottaedrica, ciò implica che ci devono essere tre altre direzioni correlate alla simmetria. Se è presente una sfaldatura dodecaedrica, questo implica similarmente cinque altre direzioni legate alla simmetria.
Non tutti i minerali hanno sfaldatura e relativamente pochi in grado elevato (il minio - 2PbO·PbO2 - ha sfaldatura perfetta secondo {100} ), ma in questi ultimi la sfaldatura è un criterio diagnostico molto importante.